# Декен, Констант де

Констант де Декен

Констант Пьер-Жозеф де Декен (фр. Constant Pierre-Joseph de Deken; 7 марта 1852, Вилрейк, Бельгия — 3 марта 1896, Бома, Свободное государство Конго) — бельгийский католический миссионер, путешественник, первооткрыватель, антрополог.

## Биография
Изучал богословие в духовной семинарии в Мехелене. В 1877 году вступил в монашеское Общество Божьего Слова. Рукоположен в июне 1879 года. Почувствовав призван к миссионерству, в марте 1881 года был отправлен в Кан-Су-Кукунор (ныне Ганьсу) (Китайский Туркестан) для обращения населения страны в католичество.
Вербисты присутствовали в Китае с 1865 года и хотели расширить свою миссию на северо-запад. Де Декен оставался в Китае до 1889 года.
В 1889 году он в Джаркенте (Туркестан) со своим слугой-китайцем присоединился к научной экспедиции исследователю Центральной Азии и Тибета Габриэля Бонвало, которого в качестве ботаника и фотографа сопровождал французский принц Анри Орлеанский. Де Декен знающий китайский язык, служил переводчиком.
План Бонвало состоял в том, чтобы пересечь Азию и достигнуть Тонкина во Французском Индокитае. Экспедиция вступила на территорию, находившуюся под контролем Китая, и двинулась дальше, пройдя через Тянь-Шань, Таримскую впадину и Лоб-Нор. Зиму они вынуждены были провести в Тибете. Доступ в Лхасу исследователи не получили, после долгих переговоров экспедиция разрешили лишь продолжить свой путь к восточным границам Тибетского плато. В июне они в конце концов достигли Кандина, а уже в сентябре 1890 года — Ханоя.
Затем де Декен оставил группу путешественников и на лодке отправился в Хайфон, чтобы вернуться на родину. Через год де Декен покинул Китай и вернулся в Брюссель. Свои наблюдения о культуре, научные описания растений, животных, обычаев и ритуалов, с которыми познакомился в ходе путешествия в сочетании с многочисленными объяснениями, опубликовал в книге, опубликованной на французском языке «À travers l’Asie» («Путешествия по Азии», 1891).
Путешественники стали первыми европейцами, которые ступили на Тибетское нагорье.
Экспедиция в 6000 км стала беспрецедентной, в ходе которой была собрана обширная ботаническая коллекция, впоследствии переданная для изучения в Музей естественной истории Парижа.
В июне 1892 года он отправился в Африку в г. Бома (Свободное государство Конго). Основал монастырь и миссию в Кананге. Опубликовал книгу «Deux ans au Congo» («Два года в Конголенде»).
В результате пошатнувшегося здоровья, умер в 1896 году, не дожив нескольких дней до своего 44-летия.

## Награды
- Кавалер Ордена Леопольда I.

## Память
- В память де Декена на его родине в г. Вилрейке в 1904 году установлен памятник, на котором написано «Миссионер, исследователь Тибета, пионер Конго». Ещё один памятник сооружён в Эттербеке (Брюссельский столичный регион).
- Имя де Декена носят улицы в Эттербеке и Антверпене.